# Fort Jullien
Pour les articles homonymes, voir Jullien.

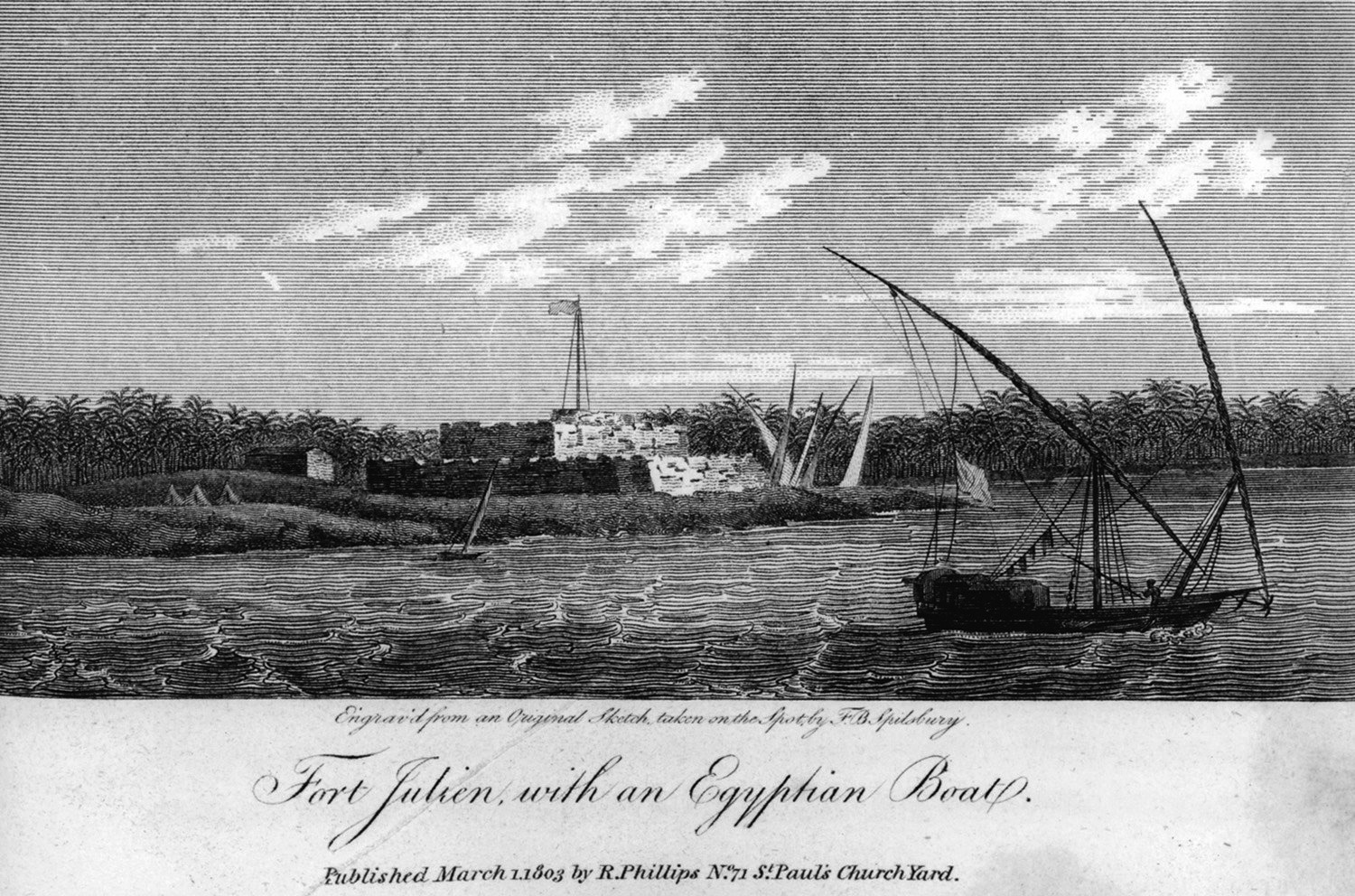
Fort Jullien en 1803

Lors de la campagne d'Égypte, l’ancien fort Rashid, qui commandait le boghâz du Nil (jonction du fleuve avec la mer Méditerranée), est rebaptisé fort Jullien, en octobre 1799, en souvenir de l’aide de camp de Bonaparte : Thomas Prosper Jullien,, tué le 2 août 1798.
C’est au cours des travaux d'amélioration de cette fortification que fut mise au jour, en juillet 1799 par Pierre Bouchard, une pierre de granit noire recouverte d’inscriptions en trois langues. Il s'agit de la pierre de Rosette qui permit à Champollion de percer le secret des hiéroglyphes en 1822.

## Description et historique

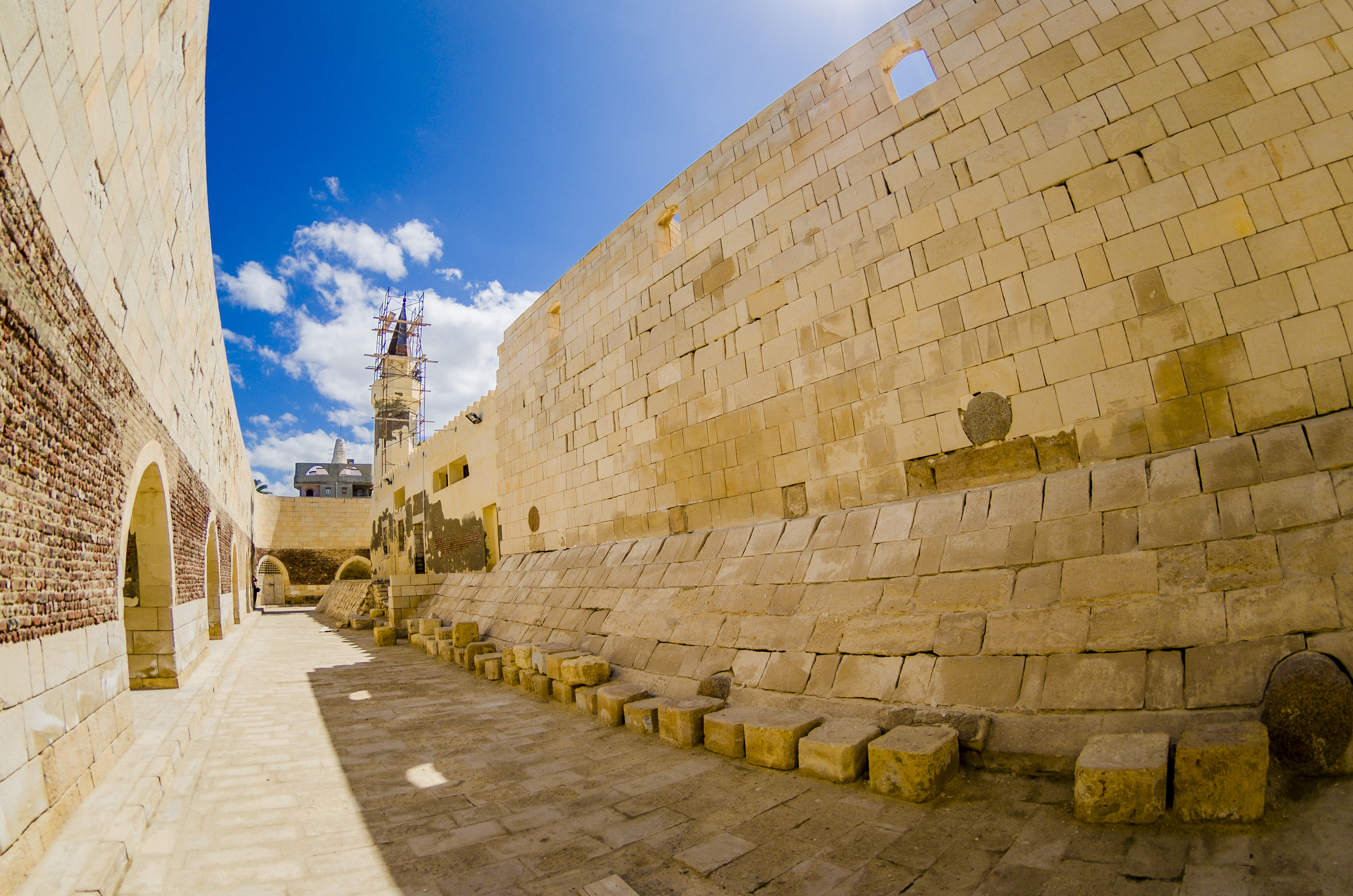
Fort Jullien aujourd'hui

Le fort a une structure rectangulaire basse avec une casemate centrale. Il domine le Nil peu avant son embouchure. Il a été construit vers 1470 par le sultan mamelouk Qait Bay. Qânsûh al-Ghûrî le compléta en 1516 avec un mur défensif. Le fort a été construit en partie à partir de pierres pillées sur les sites égyptiens antique des environs. Vivant Denon nota, en 1799, que plusieurs des embrasures étaient faites avec de la belle pierre de taille de Haute-Égypte couvertes de hiéroglyphes. La pierre de Rosette provenait sans doute d'un temple situé à proximité de Saïs. Deux ans après sa réfection, le fort a été  assiégé et conquis par une force turco-britannique après un bref siège et un bombardement.

## État actuel
Le fort a été restauré par le gouvernement égyptien dans les années 1980 et inauguré en 1985 par le président Hosni Moubarak.  Il est maintenant entouré sur trois côtés par le village d'Izbat Burj Rashid et est ouvert au public.